# Sphinta
Sphinta is een geslacht van vlinders van de familie spinners (Lasiocampidae).

## Soorten
- S. cossoides Schaus, 1904
- S. schausiana Jones, 1912